# Cory Sinnott
Cory James Sinnott (Liverpool, 1990. augusztus 21. –)  angol labdarúgó.